# Der Wildschütz
 (août 2024).
Personnages
- Le comte d'Eberbach, (Baryton)
- La comtesse, sa femme, (Contralto)
- Le baron Kronthal, le frère de la comtesse (Ténor)
- La baronne Freimann, veuve, sœur du comte (Soprano)
- Baculus, maître d'école, (Basse)
- Gretchen, sa fiancée (Soprano)
- Pancratius, le majordome (Baryton)
- Nanette, la femme de chambre (Mezzo-soprano)

Airs
- Bin ein schlichtes Kind vom Lande
- Fünftausend Taler
- Heiterkeit und Fröhlichkeit

Der Wildschütz est un opéra d'Albert Lortzing basé sur un livret dont il est l'auteur.

## Argument
Premier acte
En face de l'auberge du village, le maître d'école Baculus célèbre ses fiançailles avec Gretchen. Les chasseurs du comte font irruption dans la célébration et remettent une lettre au maître d'école lui annonçant qu'il est démis de ses fonctions, car il a tué un chevreuil pour cette fête dans la forêt du comte sans son consentement. Il pense à faire auditionner Gretchen par le comte. Il rejette rapidement cette idée, car il connaît les faiblesses du comte pour les jeunes filles. La baronne von Freimann, la sœur du comte, apparaît déguisée en étudiante. La baronne, récemment devenue veuve, s'est déguisée pour voyager sans être reconnue à travers le pays. Son frère veut la marier au baron Kronthal, mais elle veut d'abord le connaître. Lorsque la baronne apprend le malheur du maître d'école, elle propose d'intercéder avec le comte pour lui, déguisée en Gretchen. Puis le comte se présente avec son groupe de chasseurs et le baron déguisé en garçon d'écurie. Le comte et le baron sont immédiatement ravis de Gretchen, mais plus encore de la baronne déguisée. Le comte invite toute la compagnie à son château pour sa fête d'anniversaire le lendemain.
Deuxième acte
La comtesse a un faible pour les tragédies anciennes, en particulier pour Sophocle, et ennuie ses servantes avec ses conférences sur les tissus anciens. L'intendant Pancratius conseille à Baculus de profiter de cette faiblesse de la comtesse. Baculus impressionne beaucoup la comtesse par d'anciennes citations. Le comte entre et souhaite ne plus voir Baculus. Baculus demande donc l'aide de la baronne, qui se présente comme une Gretchen déguisée. Le baron courtise la belle petite paysanne. Le comte a entre-temps également jeté un œil sur la supposée Gretchen. À cause d'une tempête naissante, il convainc Baculus et Gretchen de passer la nuit au château. Pendant une partie de billard, la lumière s’éteint soudainement. Le comte et le baron ont la chance de séduire Gretchen. Cependant, elle s'enfuit avec l'aide de la comtesse dans sa chambre. Le baron négocie ensuite une affaire avec Baculus. Pour cinq mille thalers, il donne sa Gretchen au baron, une somme énorme pour le maître d'école.
Troisième acte
Le comte fête son anniversaire dans la meilleure des humeurs. Baculus amène la bonne Gretchen au château. Gretchen n'aime pas la perspective de devenir baronne, pas plus que le baron. Il est impatient de voir Gretchen. Baculus lui dit que l'autre Gretchen de la veille est vraiment une élève déguisée. Lorsque le baron demande des éclaircissements au maître d'école, la baronne se révèle. Quand la baronne est à nouveau seule, elle est harcelée par le comte. À ce moment, la comtesse et le baron apparaissent. Lors de l'interrogatoire qui suit, l'ensemble des relations de déguisement et de parenté se clarifie. Le baron et la baronne se donnent l'union. Baculus conserve sa Gretchen et est réintégré au service de l’école car il s’est avéré qu’il a tiré sur son propre âne au lieu d’un chevreuil dans la nuit.

## Histoire
(mai 2025).
Le contenu est difficilement compréhensible vu les erreurs de traduction, qui sont peut-être dues à l'utilisation d'un logiciel de traduction automatique.
Comme Hector Berlioz ou Richard Wagner, Lortzing est l’un des compositeurs qui écrivent pratiquement tous leurs textes. Habituellement, ainsi que pour Zar und Zimmermann, Der Waffenschmied ou Die beiden Schützen, il s’appuie sur des modèles déjà couronnés de succès, qu’il est capable de bien évaluer grâce à son travail de chanteur et d’acteur lui-même. Il retravaille ces modèles en fonction de ses intentions et de ses objectifs. Pour son opéra Der Wildschütz, il reprend la comédie théâtrale d'August von Kotzebue Der Rehbock oder Die schuldlos Schuldbewussten, un succès à sa présentation en 1815. En outre, il ajoute à la pièce la mode antique grecque qui a lieu avec Antigone de Felix Mendelssohn Bartholdy avec la personne de la comtesse, tout en incorporant un véritable jeu de société à l'action dans la célèbre scène du billard.[pas clair]
Comme toutes les œuvres de Lortzing, Der Wildschütz est également basé sur la confusion, le déguisement, le jeu de rôle, c'est-à-dire sur les éléments de base du théâtre par excellence. Il réussit avec ce travail une comédie musicale avec quelques critiques de la société sur les nobles au pouvoir et la période Biedermeier. Malgré la critique de la société cachée, la musique semble toujours détendue et joyeuse tout au long de l'opéra.
À la fin de l'ouverture, un coup de feu retentit à l'arrière-plan, ce qui indique immédiatement l'événement à venir.

## Source de la traduction
- (de) Cet article est partiellement ou en totalité issu de l’article de Wikipédia en allemand intitulé « Der Wildschütz » (voir la liste des auteurs).